# Okoslavci
Okoslavci – wieś w Słowenii, w gminie Radenci. W 2018 roku liczyła 237 mieszkańców.